# 統一世界王者
統一世界王者（とういつせかいおうじゃ）とは、世界に複数存在するボクシング世界王者認定団体のうち、複数の団体で王者となった者のこと。
ボクシングにおいては各団体がそれぞれの世界王者を認定するため、通常、各階級に世界王者は複数人存在するが、一人のボクサーが全ての団体に王者と認められた場合、その者が世界で唯一の王者という栄誉を手にすることとなる。そうでなくとも複数団体で王者と認められることは栄誉とされ、統一団体王者と呼ばれる。
2020年代現在、主要な認定団体は世界ボクシング協会(WBA)・世界ボクシング評議会(WBC)・国際ボクシング連盟(IBF)・世界ボクシング機構(WBO)の4団体とされる。なお、2番目に古いWBCの設立は1963年であるが、完全独立（独自のルールとランキング創設）は1966年8月27日のため、公式な統一王者は同日以降に達成した選手のみとされる。

## 複数団体統一世界王座に就いたボクサー一覧
WBA・WBC・IBF・WBOのいずれかの統一王者を列記する。

### 四団体統一王者
男性選手
バンタム級
- 井上尚弥  日本*2階級四団体統一王者

スーパーバンタム級
- 井上尚弥  日本*2階級四団体統一王者

ライト級
- デヴィン・ヘイニー  アメリカ合衆国

スーパーライト級
- テレンス・クロフォード  アメリカ合衆国 *2階級四団体統一王者。
- ジョシュ・テイラー  イギリス

ウェルター級
- テレンス・クロフォード  アメリカ合衆国 *2階級四団体統一王者。

スーパーウェルター級
- ジャーメル・チャーロ  アメリカ合衆国

ミドル級
- バーナード・ホプキンス  アメリカ合衆国
- ジャーメイン・テイラー  アメリカ合衆国

スーパーミドル級
- サウル・アルバレス  メキシコ*3階級統一王者

ライトヘビー級
- アルツール・ベテルビエフ  カナダ

・ドミトリー・ビボル(ロシア)
クルーザー級
- オレクサンドル・ウシク  ウクライナ　※WBAは休養王者デニス・レベデフが並立。*2階級四団体統一王者

ヘビー級
- オレクサンドル・ウシク  ウクライナ*2階級四団体統一王者

女性選手
アトム級
- ティナ・ルプレヒト  ドイツ

ミニマム級
- セニエサ・エストラーダ  アメリカ合衆国

フライ級
- ガブリエラ・フンドラ  アメリカ合衆国

バンタム級
- チェルネカ・ジョンソン  オーストラリア

フェザー級
- アマンダ・セラノ  プエルトリコ

スーパーフェザー級
- アリシア・バウムガードナー  アメリカ合衆国

ライト級
- ケイティー・テイラー  アイルランド　*2階級四団体統一王者。

スーパーライト級　
- シャンテル・キャメロン  イギリス
- ケイティー・テイラー  アイルランド　*2階級四団体統一王者。

ウェルター級
- セシリア・ブレークフス  ノルウェー
- ジェシカ・マッキャスキル  アメリカ合衆国

スーパーウェルター級
- クラレッサ・シールズ  アメリカ合衆国　*3階級四団体統一王者。

ミドル級
- クラレッサ・シールズ  アメリカ合衆国　*3階級四団体統一王者。

スーパーミドル級
- フランション・クルーズ  アメリカ合衆国
- サバンナ・マーシャル  イギリス

ヘビー級
- クラレッサ・シールズ  アメリカ合衆国　*3階級四団体統一王者。

### 三団体統一王者 (三団体 (WBA・WBC・IBF)時代)
ウェルター級
- ドナルド・カリー  アメリカ合衆国
- ロイド・ハニガン  ジャマイカ→ イギリス

ミドル級
- マービン・ハグラー  アメリカ合衆国

ライトヘビー級
- マイケル・スピンクス  アメリカ合衆国

クルーザー級
- イベンダー・ホリフィールド  アメリカ合衆国 ＊2階級三団体統一王者。

ヘビー級
- マイク・タイソン  アメリカ合衆国

### 二団体統一王者 (二団体 (WBA・WBC)時代)
フライ級
- ポーン・キングピッチ  タイ
- 海老原博幸  日本
- サルバトーレ・ブルニ（英語版）  イタリア
- オラシオ・アカバリョ  アルゼンチン※在位中に分裂

バンタム級
- エデル・ジョフレ  ブラジル
- ファイティング原田  日本※在位中に分裂
- ライオネル・ローズ  オーストラリア
- ルーベン・オリバレス  メキシコ
- チューチョ・カスティーヨ  メキシコ
- ラファエル・エレラ（英語版）  メキシコ
- エンリケ・ピンダー（英語版）  パナマ

フェザー級
- デビー・ムーア  アメリカ合衆国
- シュガー・ラモス  キューバ
- ビセンテ・サルディバル  メキシコ※在位中に分裂

スーパーフェザー級
- フラッシュ・エロルデ  フィリピン※在位中に分裂
- 沼田義明  日本
- 小林弘  日本

ライト級
- カルロス・オルチス  プエルトリコ※2期目在位中に分裂
- イスマエル・ラグナ  パナマ※1期目は分裂前
- カルロス・テオ・クルス  ドミニカ共和国
- マンド・ラモス  アメリカ合衆国
- ケン・ブキャナン  イギリス
- ロベルト・デュラン  パナマ

スーパーライト級
- エディ・パーキンス  アメリカ合衆国
- カルロス・エルナンデス（英語版）  ベネズエラ
- サンドロ・ロポポロ  イタリア※在位中に分裂
- 藤猛  アメリカ合衆国

ウェルター級
- エミール・グリフィス  アメリカ領ヴァージン諸島
- ルイス・ロドリゲス（英語版）  キューバ
- カーチス・コークス（英語版）  アメリカ合衆国※在位中に分裂
- ホセ・ナポレス  キューバ
- ビリー・バッカス  アメリカ合衆国
- シュガー・レイ・レナード  アメリカ合衆国

スーパーウェルター級
- デニー・モイヤー  アメリカ合衆国
- ラルフ・デュパス  アメリカ合衆国
- サンドロ・マジンギ  イタリア
- ニノ・ベンベヌチ  イタリア
- 金基洙  韓国※在位中に分裂
- フレディ・リトル  アメリカ合衆国
- カルメロ・ボッシ  イタリア
- 輪島功一  日本
- オスカー・アルバラード  アメリカ合衆国

ミドル級
- ディック・タイガー  ナイジェリア
- ジョーイ・ジャーデロ  アメリカ合衆国
- エミール・グリフィス  アメリカ領ヴァージン諸島※1期目在位中に分裂
- ニノ・ベンベヌチ  イタリア
- カルロス・モンソン  アルゼンチン
- ロドリゴ・バルデス  コロンビア
- ウーゴ・コーロ  アルゼンチン
- ビト・アンツォフェルモ  イタリア
- アラン・ミンター  イギリス

ライトヘビー級
- ハロルド・ジョンソン  アメリカ合衆国
- ウィリー・パストラーノ  アメリカ合衆国
- ホセ・トーレス  プエルトリコ※在位中に分裂
- ディック・タイガー  ナイジェリア
- ボブ・フォスター  アメリカ合衆国

ヘビー級
- ソニー・リストン  アメリカ合衆国
- モハメド・アリ  アメリカ合衆国※1期目は分裂前
- ジョー・フレージャー  アメリカ合衆国※これより分裂後
- ジョージ・フォアマン  アメリカ合衆国
- レオン・スピンクス  アメリカ合衆国

### 三団体統一王者 (四団体 (WBO設立)時代以後)
男性選手
スーパーフライ級
- ビック・ダルチニアン (WBA・WBC・IBF)

ライト級
- パーネル・ウィテカー (WBA・WBC・IBF)
- ファン・ディアス (WBA・IBF・WBO)
- ネート・キャンベル (WBA・IBF・WBO)
- ワシル・ロマチェンコ (WBA・WBC・WBO)
- テオフィモ・ロペス (WBA・IBF・WBO)
- ジョージ・カンボソス・ジュニア (WBA・IBF・WBO)

スーパーライト級
- コンスタンチン・チュー (WBA・WBC・IBF)

ウェルター級
- コーリー・スピンクス (WBA・WBC・IBF)
- ザブ・ジュダー (WBA・WBC・IBF)
- エロール・スペンス・ジュニア (WBA・WBC・IBF)
- フロイド・メイウェザー・ジュニア (WBA・WBC・WBO)＊2階級統一王者

スーパーウェルター級
- ロナルド・ライト (WBA・WBC・IBF)

ミドル級
- ゲンナジー・ゴロフキン (WBA・WBC・IBF)
- サウル・アルバレス (WBA・WBC・IBF)＊3階級統一王者

スーパーミドル級
- ジョー・カルザゲ (WBA・WBC・WBO)

ライトヘビー級
- ダリユシュ・ミハルチェフスキ (WBA・IBF・WBO)
- アルツール・ベテルビエフ（WBC・IBF・WBO）
- ロイ・ジョーンズ・ジュニア (WBA・WBC・IBF)
- セルゲイ・コバレフ (WBA・IBF・WBO)
- アンドレ・ウォード (WBA・IBF・WBO)＊2階級統一王者

クルーザー級
- オニール・ベル (WBA・WBC・IBF)
- デビッド・ヘイ (WBA・WBC・WBO)

ヘビー級
- ジェームス・ダグラス (WBA・WBC・IBF)
- イベンダー・ホリフィールド (WBA・WBC・IBF) ＊2階級三団体統一王者。
- リディック・ボウ (WBA・WBC・IBF)
- レノックス・ルイス (WBA・WBC・IBF)
- ウラジミール・クリチコ (WBA・IBF・WBO)
- タイソン・フューリー (WBA・IBF・WBO)
- アンソニー・ジョシュア (WBA・IBF・WBO)
- アンディ・ルイス・ジュニア（WBA・IBF・WBO）
- オレクサンドル・ウシク（WBA・IBF・WBO）＊2階級統一王者

女性選手
フライ級
- マーレン・エスパーザ（WBA・WBC・WBO）
- ガブリエラ・アラニス（WBA・WBC・WBO）

スーパーバンタム級
- エリー・スコットニー（WBC・IBF・WBO）

ウェルター級
- ローレン・プライス（WBA・WBC・IBF）

スーパーウェルター級
- ナターシャ・ジョナス（WBC・IBF・WBO）

スーパーライト級
- アナ・エステチェ（WBA・IBF・WBO）

### 二団体統一王者 (三団体時代以後)
男性選手
ミニマム級
- リカルド・ロペス (WBC・WBO) (WBA・WBC)
- 井岡一翔  (WBA・WBC)
- フランシスコ・ロドリゲス・ジュニア  (IBF・WBO)
- 高山勝成  (IBF・WBO)

ライトフライ級
- マイケル・カルバハル  (WBC・IBF)
- ウンベルト・ゴンザレス  (WBC・IBF)
- サマン・ソーチャトロン  (WBC・IBF)
- ジョバンニ・セグラ  (WBA・WBO)
- 田口良一  (WBA・IBF)
- ヘッキー・ブドラー  (WBA・IBF)
- 寺地拳四朗  (WBA・WBC)＊2階級統一王者

フライ級
- ブライアン・ビロリア (WBA・WBO)
- ファン・フランシスコ・エストラーダ (WBA・WBO)＊2階級統一王者
- ジェシー・ロドリゲス(IBF・WBO)
- 寺地拳四朗  (WBA・WBC)＊2階級統一王者

スーパーフライ級
- 渡辺二郎 (WBA・WBC)※WBAは統一戦直後に剥奪されたため記録上の統一
- ジョニー・タピア (IBF・WBO)
- クリスチャン・ミハレス (WBA・WBC)
- ファン・フランシスコ・エストラーダ (WBA・WBC) ＊2階級統一王者
- フェルナンド・マルティネス (WBA・IBF)

バンタム級
- フェルナンド・モンティエル (WBC・WBO)
- ノニト・ドネア (WBC・WBO)＊2階級統一王者
- ライアン・バーネット (WBA・IBF)
- 中谷潤人 (WBC・IBF)

スーパーバンタム級
- イスラエル・バスケス (WBC・IBF)
- セレスティーノ・カバジェロ (WBA・IBF)
- ノニト・ドネア (IBF・WBO)＊2階級統一王者
- ギレルモ・リゴンドウ (WBA・WBO)
- カール・フランプトン (WBA・IBF)※WBAは休養王者ギレルモ・リゴンドウが並立
- ダニエル・ローマン (WBA・IBF)
- ムロジョン・アフマダリエフ (WBA・IBF)
- ブランドン・フィゲロア (WBA・WBC)※WBAはスーパー王者ムロジョン・アフマダリエフが並立
- スティーブン・フルトン (WBC・WBO)

フェザー級
- ホルヘ・パエス (IBF・WBO)
- ナジーム・ハメド (IBF・WBO) (WBC・WBO)
- ファン・マヌエル・マルケス (WBA・IBF)
- ユリオルキス・ガンボア (WBA・IBF)※WBAはスーパー王者クリス・ジョンが並立

スーパーフェザー級
- アセリノ・フレイタス (WBA・WBO)
- エリック・モラレス (WBC・IBF)
- マルコ・アントニオ・バレラ (WBC・IBF)
- シャクール・スティーブンソン（WBC・WBO）

ライト級
- フリオ・セサール・チャベス (WBA・WBC)
- オスカー・デ・ラ・ホーヤ (IBF・WBO)
- ディエゴ・コラレス (WBC・WBO)
- ファン・マヌエル・マルケス (WBA・WBO)
- ロバート・ゲレーロ (WBA・WBO)※両王座共に暫定王座で、WBAはスーパー王者ファン・マヌエル・マルケス、正規王者ブランドン・リオスが並立、WBOは正規王者ファン・マヌエル・マルケスが並立
- ホルヘ・リナレス (WBA・WBC)
- ミゲル・アンヘル・ガルシア (WBC・IBF)

スーパーライト級
- アーロン・プライヤー (WBA・IBF)
- フリオ・セサール・チャベス (WBC・IBF)
- リッキー・ハットン (WBA・IBF)
- ティモシー・ブラッドリー (WBC・WBO)
- デボン・アレクサンダー (WBC・IBF)
- アミール・カーン (WBA・IBF)
- ラモン・ピーターソン (WBA・IBF)
- ダニー・ガルシア (WBA・WBC)
- ジュリアス・インドンゴ (WBA・IBF)
- ホセ・カルロス・ラミレス (WBC・WBO)

ウェルター級
- サイモン・ブラウン (WBC・IBF)
- フェリックス・トリニダード (WBC・IBF)＊2階級統一王者
- リカルド・マヨルガ (WBA・WBC)
- キース・サーマン (WBA・WBC)

スーパーウェルター級
- テリー・ノリス (WBC・IBF)
- フェリックス・トリニダード (WBA・IBF)＊2階級統一王者
- オスカー・デ・ラ・ホーヤ (WBA・WBC)
- シェーン・モズリー (WBA・WBC)
- サウル・アルバレス (WBA・WBC)※WBAはスーパー王者フロイド・メイウェザー・ジュニアが並立＊3階級統一王者
- フロイド・メイウェザー・ジュニア (WBA・WBC)＊2階級統一王者
- ジャレット・ハード (WBA・IBF)
- ジュリアン・ウィリアムズ (WBA・IBF)
- ジェイソン・ロサリオ (WBA・IBF)

ミドル級
- ジェラルド・マクレラン (WBC・WBO)
- ケリー・パブリク (WBC・WBO)
- セルヒオ・マルチネス (WBC・WBO)
- ダニエル・ゲール (WBA・IBF)
- ジャニベク・アリムハヌリ (IBF・WBO)

スーパーミドル級
- スベン・オットケ (WBA・IBF)
- ジョー・カルザゲ (IBF・WBO)
- ミッケル・ケスラー (WBA・WBC)
- アンドレ・ウォード (WBA・WBC)
- カール・フローチ  (WBA・IBF)※WBAはスーパー王者アンドレ・ウォードが並立

ライトヘビー級
- ヴァージル・ヒル (WBA・IBF)
- アントニオ・ターバー (WBC・IBF) (WBA・WBC)
- バーナード・ホプキンス (WBA・IBF)＊2階級統一王者

クルーザー級
- ジャン＝マルク・モルメク (WBA・WBC)
- デニス・レベデフ (WBA・IBF)
- ムラト・ガシエフ (WBA・IBF)※WBAは休養王者デニス・レベデフが並立

ヘビー級
- ラリー・ホームズ (WBC・IBF)
- マイケル・モーラー (WBA・IBF)
- ハシーム・ラクマン (WBC・IBF)

女性選手
アトム級
- 小関桃 (WBA・WBC)
- 黒木優子 (WBA・WBO)
- 松田恵里 (WBA・WBO)

ミニマム級
- ヨカスタ・バジェ (IBF・WBO)＊2階級統一王者

ライトフライ級
- ジェシカ・ボップ (WBA・WBO)
- エブリン・ベルムデス (IBF・WBO)
- ヨカスタ・バジェ (IBF・WBO)＊2階級統一王者
- ジェシカ・ネリ・プラタ (WBA・WBC)

フライ級
- スージー・ケンティキアン (WBA・WBO)

バンタム級
- アニータ・クリステンセン (WBA・WBC)
- ディナ・ソルスランド (WBC・WBO)

スーパーバンタム級
- ジャッキー・ナバ (WBA・WBC)
- マルセラ・アクーニャ (WBA・WBC)
- エリー・スコットニー (IBF・WBO)

フェザー級
- イナ・メンツァー (WBC・WBO)
- ジャニーヌ・ガーサイド (WBC・WBO)
- エディス・マティセ (WBA・WBC)
- ジェレーナ・ムルジェノビッチ (WBA・WBC)

スーパーフェザー級
- ミカエラ・メイヤー (IBF・WBO)

スーパーライト級
- アン＝ソフィー・マシス (WBA・WBC)
- アデラ・ペラルタ (IBF・WBO)
- ジェシカ・マッキャスキル (WBA・WBC)＊2階級統一王者
- カーリー・レイス (WBA・WBO)

ウェルター級
- ホリー・ホルム (WBA・WBC)
- ナターシャ・ジョナス (WBC・IBF)

スーパーウェルター級
- ジゼール・サランディ (WBA・WBC)
- ハンナ・ガブリエル (WBA・WBO)＊2階級統一王者
- エマ・コズィン (WBC・WBO)

ミドル級
- デズリー・ロビンソン（英語版） (IBF・WBO)

スーパーミドル級
- ナターシャ・ラゴシーナ (WBA・WBC)
- エリン・セダルース (WBA・IBF)
- フランション・クルーズ (WBA・WBC)
- シャダシア・グリーン (IBF・WBO)

ヘビー級
- ハンナ・ガブリエル (WBA・WBC)※WBAはライトヘビー級であるが、当時WBCヘビー級と同一体重であった。＊2階級統一王者